# Авијатик B.III
Авијатик B.III је извиђачки авион направљен у Аустроугарској. Авион је први пут полетео 1915. године. 

## Пројектовање и развој
Авион Авиатик B.III је настао као модификација немачког авиона Авиатик B.II у бечкој филијали фирме Авиатик уградњом снажнијег мотора и наоружањем авиона једним покретним митраљезом Шварцлозе калибра 8 mm и класичним бомбама укупне масе до 30 kg.

## Технички опис
Авион Авиатик B.III је био двокрилни једномоторни авион са два члана посаде дрвене конструкције у који је уграђиван мотор Аустро-Даимлер AD6 снаге 160 KS. Носећа структура трупа авиона је била дрвена просторна решеткаста конструкција, попречног правоугаоног пресека. Кљун авиона (моторни део) је био обложен алуминијумским лимом а остали део авиона је био обложен импрегнираним платном. Конструкција крила је такође била дрвена обложена импрегнираним платном. Носач мотора и конструкција стајног трапа је била од заварених челичних цеву. 

## Наоружање
Авион је био наоружан једним покретним митраљезом MG M.07 / 12 Schwarzlose којим је руковао осматрач из другог кокпита авиона. Поред митраљеза авион је могао да понесе мање бомбе до укупне тежине 30 kg.
| Наоружање авиона: Авијатик B.III |                              |
| Ватрено (стрељачко) наоружање    |                              |
| Топ                              |                              |
| Митраљез                         |                              |
| Број и ознака митраљеза          | 1 x MG M.07 / 12 Schwarzlose |
| Калибар                          | 8                            |
| Бомбардерско наоружање (бомбе)   |                              |
| Класичне авио бомбе              | 3 x 10                       |
| Укупна маса                      | 30                           |
| Ракетно наоружање (ракете)       |                              |

## Оперативно коришћење
Авион је користила аустроугарска војска на источном фронту у току 1916. године као извиђачки авион. Врло брзо авион је пребачен на другу линију фронта за обуку пилота.

## Земље које су користиле авион
- Аустроугарска